# Carolus XI (1678)
Carolus XI var ett linjeskepp i svenska flottan. Bestyckningen utgjordes av 82 kanoner på två batteridäck. Carolus XI byggdes på Stockholms skeppsgård på Skeppsholmen under ledning av den engelske skeppsbyggaren Robert Turner och sjösattes den 31 maj 1678. Året efter, 1679, togs fartyget i tjänst av flottan. År 1683 ändrades skeppets namn till Sverige, 1684 till Wenden, 1694 till Prins Carl och slutligen i oktober samma år åter till Sverige. Carolus XI deltog i Skånska kriget 1675-1679 och i Stora nordiska kriget 1700-1721, i det förstnämnda som amiralsskepp. Fartyget togs ur tjänst den 10 juli 1721 och sänktes 1724. Hon ströks dock inte ur flottans rullor förrän 1733.
De påkostade utsmyckningarna till Carolus XI skars av Amiralitetsbildhuggaren Henrik Schütz. Av dessa har fartygets akterornament bevarats och finns idag på Sjöhistoriska museet i Stockholm. Möjligen avlägsnades figuren redan då skeppet bytte namn till Sverige.